# Villesèque-des-Corbières
Villesèque-des-Corbières är en kommun i departementet Aude i regionen Occitanien  i södra Frankrike. Kommunen ligger  i kantonen Durban-Corbières som ligger i arrondissementet Narbonne. År 2022 hade Villesèque-des-Corbières 379 invånare.

## Befolkningsutveckling
Antalet invånare i kommunen Villesèque-des-Corbières
Referens: INSEE